# Kaliochalcit
Kaliochalcit ist ein sehr selten vorkommendes Mineral aus der Mineralklasse der „Sulfate (und Verwandte, siehe Klassifikation)“. Er kristallisiert im monoklinen Kristallsystem mit der chemischen Zusammensetzung KCu2(SO4)2[(OH)(H2O)] und ist damit chemisch gesehen ein wasserhaltiges Kalium-Kupfer-Sulfat mit einem zusätzlichen Hydroxidion.
Kaliochalcit entwickelt an seiner Typlokalität nach [001] gestreckte oder nach [100] abgeplattete, pseudorhomboedrische Kristalle bis zu 0,1 mm Größe sowie körnige bis porzellanartige krustige Aggregate bis zu 0,5 cm Dicke. Darüber hinaus bildet er Pseudomorphosen nach Euchlorin, Piypit oder Fedotovit. Die Typlokalität des Minerals ist die Fumarole „Yadovitaya“ am Zweiten Aschenkegel am nördlichen Durchbruch der Großen Spalteneruption (Great Fissure), Vulkan Tolbatschik, Region Kamtschatka, Föderationskreis Ferner Osten, Russland (russisch Второй шлаковный конус Северного прорыва, Толбачик, Камчатка).

## Etymologie und Geschichte

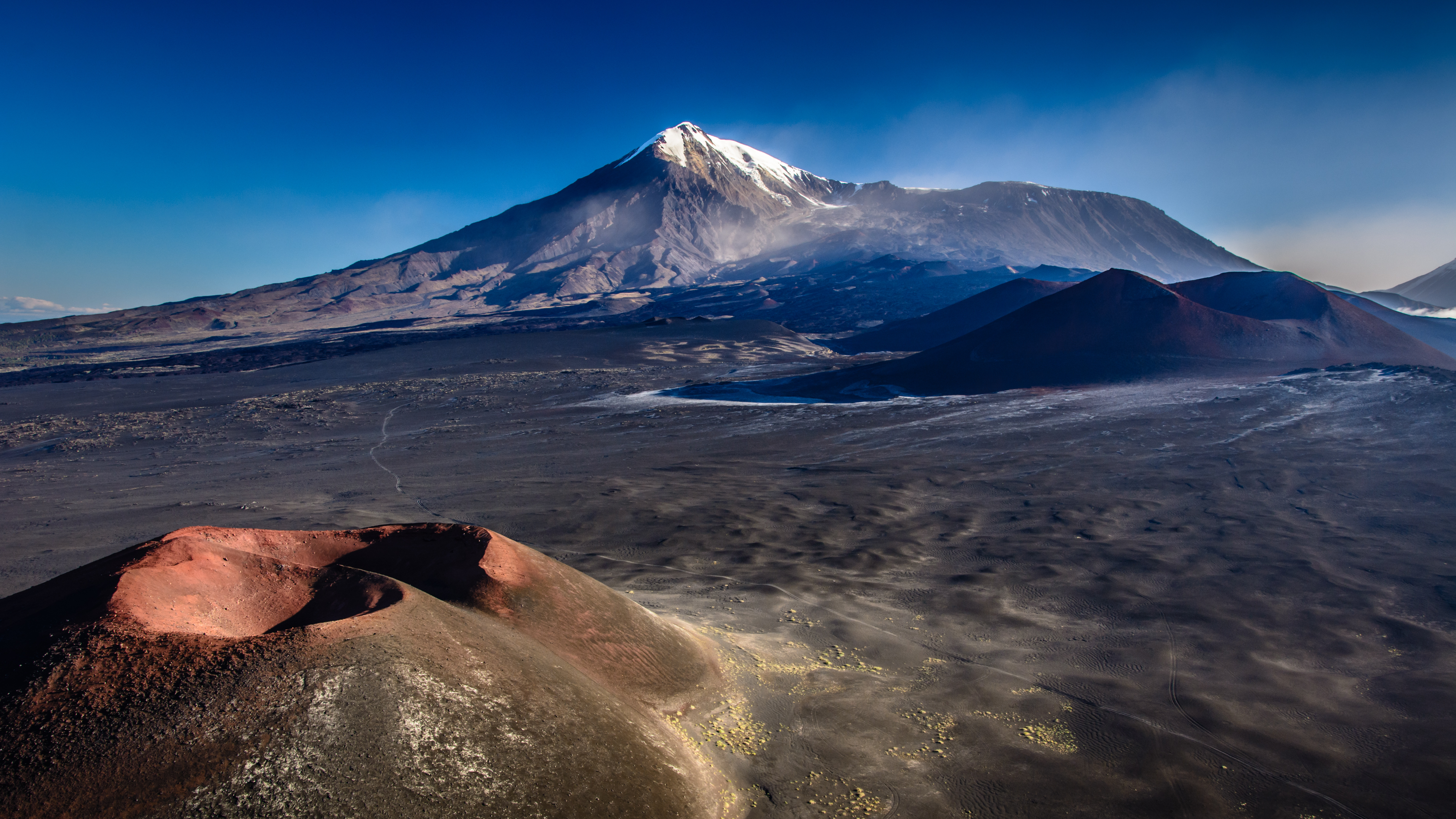
Typlokalität des Kaliochalcit: Ostry Tolbatschik (im Hintergrund links) und Plosky Tolbatschik (im Hintergrund rechts) von Süden am 11. September 2014

Im letzten Jahrzehnt des vergangenen Jahrhunderts wurden von Mikhail N. Murashko und Michael E. Zelenski in Fumarolen am Vulkan Tolbatschik mehrere Stufen geborgen, die das Mineral Kaliochalcit enthielten. Diese Komponente wurde jedoch aufgrund des sehr ähnlichen Röntgendiffraktogramms als Natrochalcit fehlbestimmt. Später stellte sich bei Mikrosondenanalysen die Anwesenheit eines kaliumdominanten Analogons von Natrochalcit heraus, weitere Untersuchungen wurden jedoch stark durch die feinkörnige Beschaffenheit und den polymineralischen Charakter der Aggregate, die in allen Fällen signifikant (20–50 Vol.-%) durch Euchlorin, Fedotovit, Piypit, Langbeinit, Aphthitalit und weitere unidentifizierte Phasen verunreinigt waren, behindert. Häufig verursachten mikroskopisch kleine Einschlüsse dieser Phasen zusätzliche Reflexe in den Röntgendiffraktogrammen sowie zusätzliche Banden in den Infrarotspektren; sie verhinderten auch die korrekte Bestimmung des Wassergehaltes.
Erst im Juli 2012 fanden Igor V. Pekov und Dmitriy I. Belakovskiy in einer Fumarole eine Stufe, die monomineralische Aggregate sowie für Strukturanalysen geeignete Kristalle des neuen Minerals enthielt.
Nach weiteren intensiven Untersuchungen und umfangreichen Analysen eines russischen Wissenschaftlerteams um Igor V. Pekov, Oleg I. Siidra, Nikita V. Chukanov, Vasiliy O. Yapaskurt, Dmitriy I. Belakovskiy, Mikhail N. Murashko und Evgeny G. Sidorov wurde die Spezies der International Mineralogical Association (IMA) vorgelegt, die sie im Jahre 2013 als neues Mineral anerkannte. Die Erstbeschreibung als Kaliochalcit erfolgte 2014 durch Igor Pekov und Kollegen im internationalen Wissenschaftsmagazin „European Journal of Mineralogy“. Die Autoren benannten das Mineral nach seiner strukturellen und kristallchemischen Verwandtschaft mit Natrochalcit sowie seinem Kaliumgehalt als Kaliochalcit.
Das Typmaterial für Kaliochalcit (Holotyp) wird unter der Katalognummer 94121 in der Systematischen Sammlung des Mineralogischen Museums „Alexander Jewgenjewitsch Fersman“ der Russischen Akademie der Wissenschaften in Moskau aufbewahrt.

## Klassifikation
Die aktuelle Klassifikation der International Mineralogical Association (IMA) zählt den Kaliochalcit zur Tsumcoritgruppe mit der allgemeinen Formel Me(1)Me(2)2(XO4)2(OH,H2O)2, in der Me(1), Me(2) und X unterschiedliche Positionen in der Struktur der Minerale der Tsumcoritgruppe mit Me(1) = Pb2+, Ca2+, Na+, K+ und Bi3+; Me(2) = Fe3+, Mn3+, Cu2+, Zn2+, Co2+, Ni2+, Mg2+ und Al3+ und X = As5+, P5+, V5+ und S6+ repräsentieren. Zur Tsumcoritgruppe gehören neben Kaliochalcit noch Cabalzarit, Cobaltlotharmeyerit, Cobalttsumcorit, Ferrilotharmeyerit, Gartrellit, Helmutwinklerit, Krettnichit, Lotharmeyerit, Lukrahnit, Manganlotharmeyerit, Mawbyit, Mounanait, Natrochalcit, Nickellotharmeyerit, Nickelschneebergit, Nickeltsumcorit, Phosphogartrellit, Rappoldit, Schneebergit, Thometzekit, Tsumcorit, Yancowinnait und Zinkgartrellit.
Die veraltete, aber teilweise noch gebräuchliche 8. Auflage der Mineralsystematik nach Strunz führt den Kaliochalcit noch nicht auf. Er würde zur Mineralklasse der „Sulfate (einschließlich Selenate, Tellurate, Chromate, Molybdate und Wolframate)“ und dort zur Abteilung der „Wasserfreie Sulfate, mit fremden Anionen“ gehören, wo er zusammen mit Kainit, Natrochalcit, Uklonskovit und Vonbezingit die Kainit-Natrochalcit-Gruppe mit der System-Nr. VI/D.18 gebildet hätte.
Auch die seit 2001 gültige und von der IMA verwendete 9. Auflage der Strunz’schen Mineralsystematik kennt den Kaliochalcit noch nicht. Hier würde er ebenfalls in die Abteilung der „Sulfate (Selenate usw.) mit zusätzlichen Anionen, mit H2O“ eingeordnet werden. Diese ist allerdings weiter unterteilt nach der relativen Größe der beteiligten Kationen, so dass das Mineral entsprechend seiner Zusammensetzung in der Unterabteilung „Mit großen und mittelgroßen Kationen“ zu finden wäre, wo es vermutlich zusammen mit Natrochalcit die unbenannte Gruppe mit der System-Nr. 7.DF.15 bilden würde. 
Auch die vorwiegend im englischen Sprachraum gebräuchliche Systematik der Minerale nach Dana würde den Kaliochalcit in die Klasse der „Sulfate, Chromate und Molybdate“ und dort in die Abteilung der „Wasserhaltigen Sulfate mit Hydroxyl oder Halogen“ einordnen. Hier wäre er zusammen mit Natrochalcit in der unbenannten Gruppe 31.08.01 innerhalb der Unterabteilung der „Wasserhaltigen Sulfate mit Hydroxyl oder Halogen mit (A+B2+)(XO4)Zq × x(H2O)“ zu finden.

## Chemismus
Fünf Mikrosondenanalysen am Holotyp des Kaliochalcits ergaben Mittelwerte von 40,28 % CuO; 40,97 % SO3; 11,01 % K2O; 0,04 % Na2O; 0,39 % ZnO; 0,15 % FeO; 0,27 % CaO und 5,84 % H2O. Auf der Basis von zehn Sauerstoffatomen (und einem aus dem Ladungsausgleich berechneten OH:H2O-Verhältnis) errechnete sich aus ihnen die empirische Formel (K0,94Ca0,02Na0,01)Σ=0,97(Cu2,03Zn0,02Fe0,01)Σ=2,06S2,05O8,20(OH)1,01(H2O)0,79, welche zu KCu2(SO4)2[(OH)(H2O)] idealisiert wurde. Diese Idealformel erfordert Gehalte von 11,97 % K2O; 40,45 % CuO, 40,71 % SO3 sowie 6,87 % H2O.
Kaliochalcit ist das kaliumdominante Analogon zum natriumdominierten Natrochalcit. Bereits 1989 wurde durch Mikrosondenanalysen an Natrochalcitkristallen aus der „Mina Santiagina“, Sierra Gorda, Región de Antofagasta, Chile, eine Substitution von Natrium durch Kalium im Rahmen von ≈ 2 % bis zu 7 % festgestellt. Da auch das intermediäre Kalium-Natrium-Sulfat (K0,5Na0,5)Cu2(SO4)2[(OH)(H2O)] als synthetische Verbindung bekannt ist, besteht zumindest theoretisch auch die Möglichkeit einen vollständigen Mischkristallreihe zwischen Natrochalcit und Kaliochalcit.
Zu den zahlreichen synthetischen Äquivalenten des Kaliochalcits vergleiche unter Natrochalcit.

## Kristallstruktur

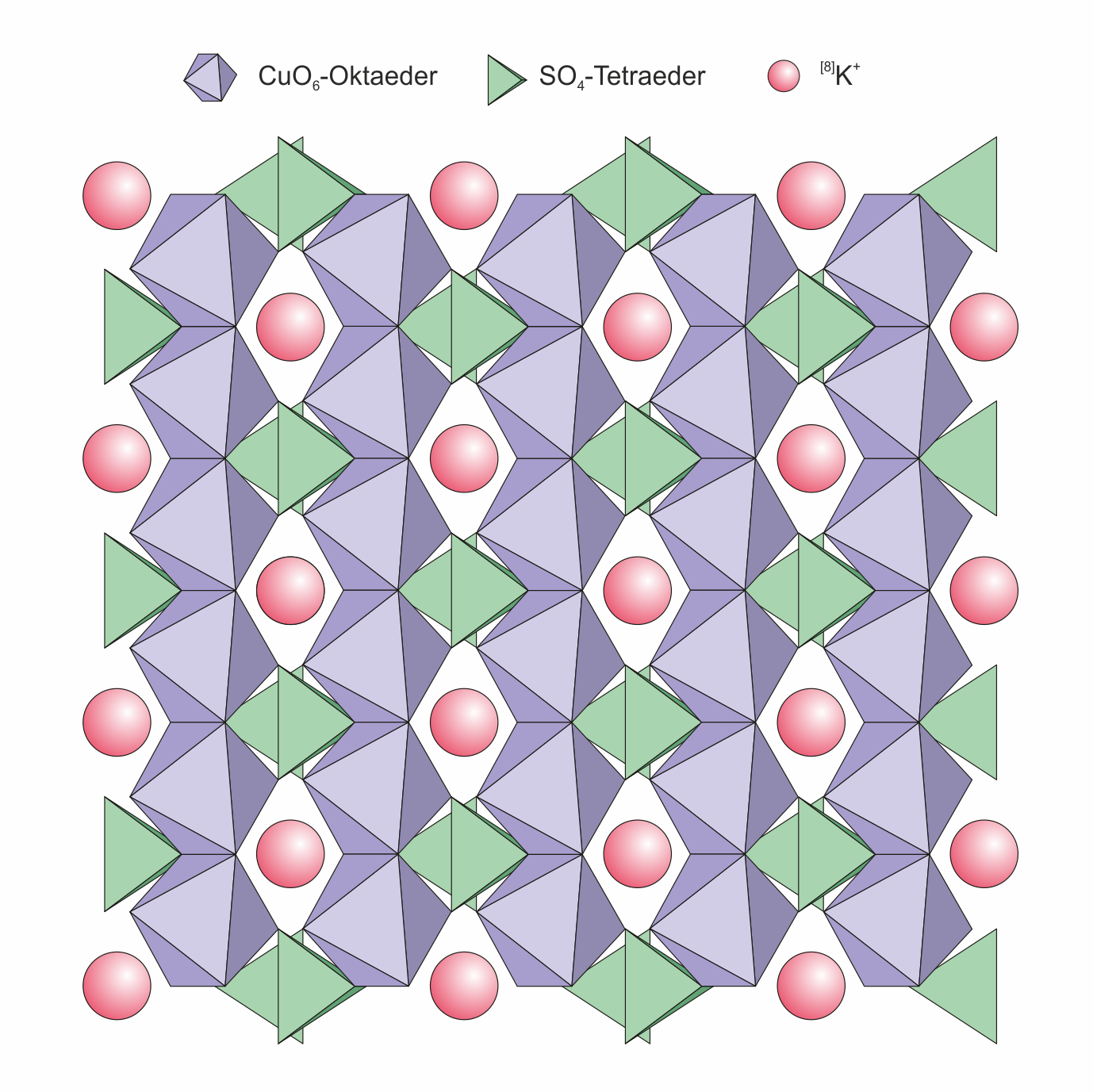
Kristallstruktur von Kaliochalcit

Kaliochalcit kristallisiert im monoklinen Kristallsystem in der Raumgruppe C2/m (Raumgruppen-Nr. 12) mit den Gitterparametern a = 8,935 Å; b = 6,252 Å; c = 7,602 Å und β = 117,318° sowie zwei Formeleinheiten pro Elementarzelle.
Die Kristallstruktur des Kaliochalcits wird durch Ketten aus durch Jahn-Teller-Effekte gestörten Cu2+O6-Oktaedern mit gemeinsamen Kanten gebildet. Diese Ketten sind durch SO4-Tetraeder und Wasserstoffbrückenbindungen verbunden und bilden auf diese Weise {Cu2(SO4)2[(OH)(H2O)]}−-Schichten. Die Verbindung zwischen diesen Schichten erfolgt durch K+-Ionen und Wasserstoffbrückenbindungen. Sauerstoffatome, die zu den H2O-Molekülen und den OH-Gruppen gehören, besetzen statistisch die O(3)-Positionen.
Kaliochalcit ist isotyp (isostrukturell) zu den monoklinen Vertretern der Tsumcoritgruppe wie Tsumcorit und Lotharmeyerit sowie zu den oben erwähnten synthetischen Äquivalenten.

## Eigenschaften

### Morphologie
Kaliochalcit entwickelt an der Typlokalität pseudorhomboedrische, zum Teil nach [001] gestreckte oder nach [100] plattige, gelegentlich verbogene Kristalle, die maximale Größen von 0,03 × 0,1 mm erreichen. Trachtbestimmende Formen sind das Prisma {111} und das Pinakoid {100}. Untergeordnet treten das Basispinakoid {001} und in einigen Fällen auch die Prismen {110} und {221} auf. Typische Kristalle zeigen den Habitus eines gestreckten Pseudo-Rhomboeders, dessen Tracht durch die die Flächenformen {111} und {100} sowie die kleinen dreieckigen Formen des terminierenden Basispinakoids {001} gebildet wird (vgl. dazu die nebenstehenden Kristallzeichnungen).
Daneben bildet Kaliochalcit massive, porzellanartige oder auch poröse polymineralische krustenförmige Aggregate, die in den oberen Teilen der Fumarolen mehrere Dutzend Quadratzentimeter bedecken können und Mächtigkeiten bis zu 0,5 cm erreichen. Feinkörniger Kaliochalcit mit Kristallindividuen, die typischerweise höchstens 5 µm Größe erreichen, bildet den Hauptbestandteil dieser Krusten. Die krustenförmigen Aggregate stellen in den meisten Fällen Teilpseudomorphosen nach primären wasserfreien K-Cu-Sulfaten wie Euchlorin, Fedotovit, Piypit, Kamchatkit, Alumoklyuchevskit oder Wulffit dar.

### Physikalische und chemische Eigenschaften
Die Kristalle des Kaliochalchits sind hellgrün, leuchtend grasgrün oder fast farblos, ihre Strichfarbe ist dagegen blassgrün bis weiß. Die Oberflächen der durchscheinenden (Aggregate) bis durchsichtigen Kristalle weisen einen glasartigen Glanz auf, was gut mit den Werten für die Lichtbrechung übereinstimmt. Feinkörnige, porzellanartige Aggregate sind hingegen matt. 
Kaliochalcit weist eine mittelhohe Lichtbrechung (nα = 1,630, nβ = 1,650, nγ = 1,714) und eine sehr hohe Doppelbrechung (δ = 0,084) auf. Unter dem Mikroskop ist das Mineral im durchfallenden Licht farblos oder blassgrün mit nur ganz schwachem Pleochroismus.
Im Gegensatz zu den meisten anderen Vertretern des Tsumcoritgruppe konnte an den Kristallen des Kaliochalcits keine Spaltbarkeit beobachtet werden. Aufgrund seiner Sprödigkeit bricht er aber ähnlich wie Amblygonit, wobei die Bruchflächen uneben ausgebildet sind. Das Mineral weist eine Mohshärte von 4 auf und gehört damit zu den mittelharten Mineralen, die sich ähnlich wie das Referenzmineral Fluorit mit einem Messer leicht ritzen lassen. Aufgrund der Porosität des Kaliochalchits lässt sich seine Dichte experimentell nicht bestimmen, die berechnete Dichte beträgt 3,49 g/cm³.
Bei Raumtemperatur hydrolysiert das Mineral und löst sich anschließend langsam in Wasser auf.

## Bildung und Fundorte
Als extrem seltene Mineralbildung konnte Kaliochalcit bisher (Stand 2018) nur von einer Fundstelle beschrieben werden. Als Typlokalität gelten die beiden Fumarolen „Yadovitaya“ („Die Giftige“) und „Arsenatnaya“ im apikalen Teil des Zweiten Aschenkegels am nördlicher Durchbruch der Großen Spalteneruption (Great Fissure), Vulkan Tolbatschik (Koordinaten des Vulkans Tolbatschik), Region Kamtschatka, Föderationskreis Ferner Osten, Russland. Das Mineral wurde ebenfalls in der „Glavnaya Tenoritovaya“ („Große Tenoritische“), der „Zelenaya“ („Grüne“) sowie zwei unbenannten Fumarolen, alle ebenfalls am nördlicher Durchbruch der Großen Spalteneruption des Vulkans Tolbatschik, nachgewiesen.
Kaliochalcit ist ein typisches Sekundärmineral, welches sich bei der Reaktion von sublimierten Hochtemperatur-K-Cu-Sulfaten mit atmosphärischem Wasserdampf bei Temperaturen < 100–150 °C in vulkanischen Fumarolen bildet. Hier ist er eines der häufigsten Kupferminerale innerhalb der hauptsächlich aus Sulfaten bestehenden Inkrustationen, die sich in den oberen, moderat heißen Teilen der mineralisierten Zonen in den Fumarolen gebildet haben.
In der Fumarole „Yadovitaya“ sind die wichtigsten Hochtemperatur-Sublimatminerale Euchlorin, Fedotovit, Piypit, Chalkocyanit, Alumoklyuchevskit, Langbeinit, Steklit, Hämatit, Tenorit, Tolbachit; untergeordnet kommen Aphthitalith, Kamchatkit, Anhydrit, Lyonsit, Pseudolyonsit, Lammerit, Paralammerit, Orthoklas (As-haltige Varietät), Rutil (Fe- und Sb-haltige Varietäten), Pseudobrookit, Vergasovait, Cupromolybdit etc. vor. Demgegenüber wurden in der relativ niedrig temperierten äußeren Zone der Fumarole wasserhaltige Minerale angetroffen: Kaliochalcit, Cyanochroit, Chlorothionit, Gips, Belloit, Avdoninit, Eriochalcit, Kröhnkit etc., die sämtlich zu den eigentlichen Paragenesemineralen zu zählen sind. In der „Arsenatnaya“-Fumarole sind Tenorit, Hämatit, Euchlorin, Wulffit, Aphthitalith, Langbeinit, Sylvin, Halit, Anhydrit, Chalcocyanit, Dolerophanit, Krasheninnikovit, Lammerit, Johillerit, Bradaczekit, Urusovit, Ericlaxmanit, As-haltiger Orthoklas und Fluorophlogopit die wichtigsten primären Sublimatminerale, während die Sekundärminerale hauptsächlich von Gips, Kaliochalcit, Opal und verschiedenen, nicht identifizierten Aluminium-Sulfaten gebildet werden.

## Verwendung
Aufgrund seiner extremen Seltenheit ist Kaliochalcit nur für den Mineralsammler von Interesse.